# Dover, Massachusetts
Dover är en kommun i Norfolk County i delstaten Massachusetts, USA.